# Кольонія-Пяскі (Куявсько-Поморське воєводство)
Кольонія-Пяскі (пол. Kolonia Piaski) — село в Польщі, у гміні Любранець Влоцлавського повіту Куявсько-Поморського воєводства.
Населення — 243 особи (2011).
У 1975-1998 роках село належало до Влоцлавського воєводства.

## Демографія
Демографічна структура станом на 31 березня 2011 року:
|          | Загалом | Допрацездатний вік | Працездатний вік | Постпрацездатний вік |
| -------- | ------- | ------------------ | ---------------- | -------------------- |
| Чоловіки | 122     | 25                 | 86               | 11                   |
| Жінки    | 121     | 22                 | 74               | 25                   |
| Разом    | 243     | 47                 | 160              | 36                   |